# Joan Josep Senent i Anaya
Joan Josep Senent i Anaya (València, 23 de novembre de 1916 - 22 de desembre de 1975) va ser un publicista i editor valencià, especialment actiu en la promoció de la llengua i cultura del País Valencià.
Va participar en el procés de creació de les primeres llibreries on es comercialitzaven llibres en valencià de manera habitual, com Can Boïls, Concret i Tres i Quatre, i la distribuïdora Brot. Editor i director de la revista Gorg, va ser l'autor dels llibres En defensa del regionalismo (proceso a la revista Gorg) (1976), Els xiquets i la circulació (1971) i, juntament amb Maria Àngels Martínez Castells, València (1970). Al 1973 formà part de la Comissió Interdiocesana Valentina dirigida pel pare Pere Riutort al costat d'altres intel·lectuals d'aquells anys, com ara Josep Gea Escolano, Josep Alminyana i Vallés, Josep Amengual i Batle, Francesc de Borja Moll, Beatriu Civera, Vicent Sorribes i Gramatge, Manuel Sanchis Guarner, Xavier Casp, Enric Valor o Francesc Ferrer Pastor.